# John Eldredge
John Eldredge (* 6. Juni 1960 in Los Angeles) ist ein US-amerikanischer Bestsellerautor, christlicher Berater, Redner und Gründer von Ransomed Heart Ministry.

## Leben
Eldredge wuchs in Los Angeles auf. Als Jugendlicher erforschte er verschiedene Religionen und Weltanschauungen. Durch Bücher des christlichen Apologeten Francis Schaeffer entdeckte er den christlichen Glauben. Er studierte Theaterwissenschaften und machte den Bachelor-Abschluss an der California Polytechnic University in Pomona. Dann studierte er biblische Beratung bei Lawrence J. Crabb und Dan Allender an der Colorado Christian University und schloss mit einem Master ab. 
1983 bis 1988 diente er in einer Kirche in Sierra-Madre in Südkalifornien. 1988 stürzte sein Seelsorger und Freund Brent Curtis bei einer Bergwanderung ab und starb. 1988 bis 2000 arbeitete er bei Focus on the Family, einer christlichen Organisation, die Familien in den USA fördert und unterstützt. Im Jahr 2000 gründete er Ransomed Heart Ministry, eine Organisation, die das geistliche Leben fördern will. Er hat viele Bücher geschrieben, wovon Wild at heart (deutsch: Der ungezähmte Mann) ein Bestseller geworden ist. Eldredge ist ein gefragter Redner in den USA und weltweit, der viele Männer und Frauen anspricht, inspiriert und bewegt.

## Wirken
Eldredge unterstützt Männer im Entdecken ihrer Männlichkeit, damit sie es wagen, ihre Ängste zu überwinden und ihre wilde, ungezähmte Seite vermehrt zu leben. „Jeder Mann habe eine Schlacht zu schlagen, eine schöne Frau zu retten und ein abenteuerliches Leben zu führen.“ Damit setzt er einen Gegenpol gegen die Feminisierung, politische Korrektheit und Angepasstheit vieler westlichen Kirchen und Christen. Wild, gefährlich und frei sind für ihn wichtige Eigenschaften, die er auch Gott zuschreibt. Das ruft auch Widerspruch hervor.
Eldredge äußert sich auch zur gesellschaftlichen und politischen Entwicklung in den USA, wobei ihm der zunehmende Hass Sorge bereitet. Darauf könne nur Gottes Liebe in und durch uns Antwort sein.

## Familie
Er ist verheiratet mit Stasi (in deutschen Ausgaben: Stacy), sie haben drei Söhne und leben in Colorado Springs.

## Schriften

### Bibliografie

#### Als Alleinautor
- Der ungezähmte Mann. Auf dem Weg zu einer neuen Männlichkeit. Brunnen, Gießen 2001, ISBN 978-3-7655-1840-9 (17. Auflage 2016; Originaltitel: Wild at heart)
- Auf dem Weg des Herzens. Brunnen, Gießen 2009, ISBN 978-3-7655-1720-4 (Originaltitel: The Ransomed Heart)
- Das Skript. Was passiert hinter den Kulissen unseres Lebens? Brunnen, Gießen 2009, ISBN 978-3-7655-1921-5
- Folge deinem Traum. Brunnen, Gießen 2010, ISBN 978-3765518805 (5. Auflage, Originaltitel: Dare to Desire)
- Finde das Leben, von dem du träumst: Warum es sich lohnt, auf die Stimme des Herzens zu hören. Brunnen, Gießen 2010, ISBN 978-3-7655-4039-4 (Originaltitel: The journey of desire – Searching for the life – We’ve only dreamed of)
- Das wilde Herz der Ehe. Warum aus beinahe jeder Liebesgeschichte ein Kampf wird. Und was Sie gemeinsam tun können, um diesen Kampf zu gewinnen. Gerth Medien, Asslar 2010, ISBN 978-3-86591-557-3
- Das wilde Herz der Ehe. 40 Andachten. Gerth, Asslar 2011, ISBN 978-3-86591-650-1
- Der ungezähmte Christ. Brunnen, Gießen 2011, ISBN 978-3-7655-4138-4
- Du sprichst zu meinem Herzen. Brunnen, Gießen 2011, ISBN 978-3-7655-4137-7 (Originaltitel: Walking with God)
- Mach mich stark fürs Leben. Was nur Väter ihren Kindern geben können. Brunnen, Gießen 2013, ISBN 978-3-7655-3854-4 (6. Auflage 2015; Originaltitel: You have what it takes - What Every Father Needs to Know)
- Der ungezähmte Messias. Über einen unwiderstehlichen Retter, der Ihr Herz erobern wird. Gerth, Asslar 2013, ISBN 978-3-86591-760-7
- Freiheit des Herzens: Heil werden durch das Geschenk der Heiligung. Gerth, Asslar 2014, ISBN 978-3-86591-976-2

#### Als Mitautor
- mit Brent Curtis: Ganz leise wirbst du um mein Herz. Wie Gott unsere Sehnsucht stillt. Brunnen, Gießen 2011, ISBN 978-3-7655-4091-2 (7. Auflage)
- mit Stacy Eldredge: Weisst du nicht, wie schön du bist? Was passiert, wenn Frauen das Geheimnis ihres Herzens entdecken. Brunnen, Gießen 2014, ISBN 978-3-7655-1934-5 (Originaltitel: Captivating. Unveiling the Mystery of a Woman’s Soul)
- mit Sam Eldredge: Kämpferherz - Das wilde Abenteuer, ein echter Mann zu werden, Brunnen, Gießen 2015, ISBN 978-3-7655-0922-3 (Originaltitel: Killing Lions. Courage and Answers for the Trials Young Men Face)

### Diskografie
- Der ungezähmte Mann. Auf dem Weg zu einer neuen Männlichkeit. Hörbuch, Brunnen, Gießen 2013, ISBN 978-3-7655-8734-4
- Der Weg des ungezähmten Mannes. Stationen der männlichen Reise. Hörbuch, Fountain Voice Audio, Brunnen, Gießen 2013, ISBN 978-3-9523999-2-7